# Kabupaten Tolikara
Kabupaten Tolikara (engelska: Tolikara Regency) är ett kabupaten i Indonesien.   Det ligger i provinsen Papua, i den östra delen av landet, 3 400 km öster om huvudstaden Jakarta. Antalet invånare är 114 427.